# Ryan Hollingshead
Ryan Hollingshead (Sacramento, 1991. április 16. –) amerikai labdarúgó, a Los Angeles hátvéde.

## Pályafutása
Hollingshead a kaliforniai Sacramento városában született.
2013-ban mutatkozott be a Dallas első osztályban szereplő felnőtt keretében. 2022. február 10-én egyéves szerződést kötött a Los Angeles együttesével. Először a 2022. február 26-ai, Colorado Rapids ellen 3–0-ra megnyert mérkőzés 86. percében, Carlos Vela cseréjeként lépett pályára. Első góljait 2022. március 20-án, a Vancouver Whitecaps ellen hazai pályán 3–1-es győzelemmel zárult találkozón szerezte meg.

## Statisztikák
2023. június 25. szerint
| Klub        | Szezon   | Osztály  | Bajnokság | Bajnokság | Kupa  | Kupa | Nemzetközi | Nemzetközi | Összesen | Összesen |
| Klub        | Szezon   | Osztály  | Meccs     | Gól       | Meccs | Gól  | Meccs      | Gól        | Meccs    | Gól      |
| ----------- | -------- | -------- | --------- | --------- | ----- | ---- | ---------- | ---------- | -------- | -------- |
| Dallas      | 2014     | MLS      | 12        | 0         | 0     | 0    | —          | —          | 12       | 0        |
| Dallas      | 2015     | MLS      | 37        | 3         | 0     | 0    | —          | —          | 37       | 3        |
| Dallas      | 2016     | MLS      | 31        | 2         | 3     | 0    | 4          | 0          | 38       | 2        |
| Dallas      | 2017     | MLS      | 18        | 0         | 3     | 1    | —          | —          | 21       | 1        |
| Dallas      | 2018     | MLS      | 19        | 1         | 1     | 0    | 2          | 0          | 22       | 1        |
| Dallas      | 2019     | MLS      | 35        | 6         | 2     | 0    | —          | —          | 37       | 6        |
| Dallas      | 2020     | MLS      | 22        | 4         | 0     | 0    | —          | —          | 22       | 4        |
| Dallas      | 2021     | MLS      | 30        | 3         | 0     | 0    | —          | —          | 30       | 3        |
| Dallas      | Összesen | Összesen | 204       | 19        | 9     | 1    | 6          | 0          | 219      | 20       |
| Los Angeles | 2022     | MLS      | 33        | 6         | 3     | 1    | 1          | 0          | 37       | 7        |
| Los Angeles | 2023     | MLS      | 17        | 1         | 0     | 0    | 7          | 0          | 24       | 1        |
| Los Angeles | Összesen | Összesen | 50        | 7         | 3     | 1    | 8          | 0          | 61       | 8        |
| Összesen    | Összesen | Összesen | 254       | 26        | 12    | 2    | 14         | 0          | 280      | 28       |

## Sikerei, díjai
Dallas
- US Open Cup
  - Győztes (1): 2016

Los Angeles
- MLS
  - Bajnok (1): 2022
  - Döntős (1): 2023

- US Open Cup
  - Győztes (1): 2024

- CONCACAF-bajnokok ligája
  - Ezüstérmes (1): 2023

- Campeones Cup
  - Ezüstérmes (1): 2023

- Leagues Cup
  - Ezüstérmes (1): 2024

Egyéni
- MLS All-Stars: 2023